# Serpentaire des Andaman
Spilornis elgini
Espèce
Statut de conservation UICN

 VU  : Vulnérable
Statut CITES
Le Serpentaire des Andaman (Spilornis elgini) est une espèce de rapaces de la famille des Accipitridae.

## Distribution
Cette espèce est endémique des forêts pluviales des îles Andaman.

## Publication originale
- Blyth, 1863 : Extracts from Mr. Blyth’s recent letters. Ibis, ser. 1, vol. 5, n. 1, vol. 25, p. 117-119.